# Prix Georg-Trakl
Le prix Georg-Trakl de poésie (en allemand : Georg Trakl-Preis für Lyrik), est un prix littéraire remis conjointement par la ville de Salzbourg et le Land de Salzbourg à l'occasion de la naissance et de la mort[pas clair] de Georg Trakl (1887-1914). Ce prix récompense des poètes de langue allemande ou des citoyens autrichiens (ou nés dans l'ancien Empire austro-hongrois).
Le but de ce prix attribué pour la première fois le 3 novembre 1952 est de rendre hommage à une œuvre poétique entière. Le prix est doté de 7 300 €. Le prix Georg-Trakl d'encouragement (Georg-Trakl-Förderungspreis für Lyrik) à la poésie est doté de 2 900 € et est attribué à des auteurs salzbourgeois.

## Lauréats
- 1952 : Maria Zittrauer, Josef Lassl
- 1954 : Wilhelm Szabo, Michael Guttenbrunner, Christine Busta, Christine Lavant
- 1957 : Erna Blaas
- 1962 : Paula Ludwig, Johann Gunert
- 1964 : Christine Lavant
- 1967 : Gundl Nagl
- 1970 : Max Hölzer
- 1972 : non attribué ; les bourses d'encouragement à Peter E. Coreth, Christian Wallner
- 1974 : Ernst Jandl
- 1977 : Friederike Mayröcker, Reiner Kunze
- 1979 : Ilse Aichinger
- 1982 : Christoph Meckel
- 1984 : Kurt Klinger
- 1987 : Alfred Kolleritsch
- 1989 : Julian Schutting
- 1992 : Walter Helmut Fritz
- 1994 : Hans Raimund
- 1997 : Günter Kunert, Robert Kleindienst (Förderungspreis)
- 1999 : Elfriede Gerstl
- 2002 : Andreas Okopenko, Martin Tockner (Förderungspreis)
- 2004 : Ferdinand Schmatz
- 2007 : Franz Josef Czernin, Lisa Mayer (Förderungspreis)
- 2009 : Michael Donhauser, Michael Burgholzer
- 2012 : Elke Erb, Christian Lorenz Müller
- 2014 : Waltraud Seidlhofer, Peter Enzinger
- 2017 : Oswald Egger

## Georg-Trakl-Förderungspreis für Lyrik
Parallèlement au Georg Trakl-Preis für Lyrik est remis – alternativement avec le Salzburger Lyrikpreis – le Georg-Trakl-Förderungspreis für Lyrik pour des œuvres poétiques d'auteurs salzbourgeois non-publiées.

## Georg-Trakl-Preis für Bildende Kunst
Le Georg-Trakl-Preis für Bildende Kunst (prix Georg-Trakl pour les arts visuels) est attribué par le gouvernement fédéral autrichien.